# 쿨 인슈링 아레나
쿨 인슈링 아레나(Cool Insuring Arena)는 미국 뉴욕주 글렌즈 폴스에 위치한 실내 경기장이다. 과거 AHL 애디론댁 레드윙스, 애디론댁 팬텀스, 애디론댁 플레임스의 홈경기장으로 사용했으면, 현재 ECHL 애디론댁 선더의 홈경기장으로 사용되고 있다.